# Rhynchopsitta terrisi
Rhynchopsitta terrisi là một loài chim trong họ Psittacidae.